# Броневой, Александр Иосифович
Алекса́ндр Ио́сифович Бронево́й (при рождении Иегоши́я Ио́сифович-На́хманович Факторо́вич; 1898—1940) — украинский советский государственный и политический деятель.

## Биография
Родился 31 мая (по старому стилю) 1898 года в Одессе в семье кишинёвского мещанина, кондитера Иосифа-Нахмана Элевича Факторовича (1862—?) и Суры Гершко-Лейбовны Факторович (в девичестве Бычач, 1872—?), дочери одесского мещанина. Родители заключили брак в Одессе 24 октября 1890 года.
В 1906—1911 годах обучался в Первом одесском казённом училище. В 1911—1914 годах был учеником на механическом заводе. В 1914—1915 годах — помощником токаря Первого войскового товарищества. В 1915—1917 годах — слесарем на заводе братьев Тарнополь в Одессе.
Член РСДРП(б) с марта 1917 года. В апреле-мае 1917 года — командир сотни Красной гвардии в Одессе. С августа 1917 года служил в одесской рабочей милиции. Участник Гражданской войны в России. В начале 1918 года — красноармеец РККА, был ранен под Херсоном. До декабря 1918 года работал в одесской ЧК, с января 1919 года — в Одесской губчека. С октября 1919 года — начальник конной разведки Южной группы РККА, был контужен под Жмеринкой.
В 1919—1921 годах Александр Броневой работал в Волынской губчека. В 1921—1922 годах председатель Староконстантиновского повятного отдела ЧК. С апреля 1922 года — заместитель председателя политисполкома, затем — секретарь повятного партийного комитета КПУ в Овруче. В 1923 года — председатель повятного и окружного исполкома в Коростене. В 1924 году работал в Волынском губкоме КПУ, в 1925 — секретарь парткома КПУ и Всеукраинского центрального исполнительного комитета, в 1926 — секретарь парткома КПУ, член Центральной контрольной комиссии РКИ УССР.
C 16 апреля 1927 года — начальник 2-го экономического отдела ГПУ УССР; с 18 апреля 1931 — заместитель начальника экономического управления ГПУ УССР; с 27 мая 1933 — первый заместитель начальника Харьковского областного отдела ГПУ; с 20 августа 1933 — начальник отдела кадров ГПУ УССР; с 20 августа 1934 — начальник УДБ НКВД УССР. В январе 1935 года был уволен из НКВД. С 1936 года до 19 июня 1937 года — заместитель наркома Здравоохранения УССР.
29 сентября 1937 года за махинации с квартирой был осуждён на один год исправительных работ по месту работы. Был делегатом VIII съезда ВКП(б) и XII съезда КП(б) Украины.
Был арестован 22 апреля 1938 года и осуждён 29 октября 1939 года на 5 лет лагерей. Умер в лагере в 1940 году. Посмертно был реабилитирован.

## Семья
- Брат —  майор государственной безопасности Соломон Иосифович Броневой.
  - Племянник — актёр Леонид Сергеевич Броневой.

## Награды
- Был награждён орденом Трудового Красного Знамени УССР (1932)[3], Знаком почётного работника ВЧК-ГПУ (1930), именным маузером (1927).